# MeWe
MeWe é um serviço global de mídia social e rede social de propriedade da Sgrouples, uma empresa com sede em Los Angeles, Califórnia. Devido a preocupações em torno de uma possível censura pró-China do Facebook, o site também ganhou popularidade em Hong Kong em novembro de 2020.
A interface do site foi descrita como semelhante à do Facebook, embora o serviço se descreva como o "anti-Facebook" devido ao seu foco na privacidade dos dados.

## Plataforma

### Características
Em março de 2020, a MeWe lançou vídeos de câmera dupla, que permitem visualizações de câmera internas ("selfie") e externas. A MeWe também apresenta sua "Declaração dos Direitos de Privacidade" como o principal diferencial entre ela e o Facebook.
Em 2015, quando o MeWe se aproximava do fim de seu ciclo de testes beta, a imprensa chamou o software do MeWe de "não muito diferente do Facebook". Em 2020, o Mashable descreveu o MeWe como replicando os recursos do Facebook.
O site e aplicativo MeWe tem recursos comuns à maioria dos sites de mídia social e redes sociais: os usuários podem postar texto e imagens em um feed, reagir às postagens de outras pessoas usando emoji, postar GIFs animados, criar grupos especializados, postar conteúdo que desaparece e bater-papo.
O chat online pode ocorrer entre duas ou mais pessoas ou entre membros de um grupo. O bate-papo online, pessoa a pessoa, é semelhante ao da maioria das outras mídias sociais e sites de redes sociais e oferece suporte a mensagens de texto, chamadas de vídeo e chamadas de voz. Deixando de ser uma oferta de produto, o "Chat Secreto" está limitado ao nível de assinatura paga do MeWe, e usa criptografia de ponta-a-ponta para garantir que os bate-papos sejam privados e não sejam visíveis nem mesmo para os funcionários do MeWe.
O MeWe informou em junho de 2018 que o site tinha 90.000 grupos ativos, 60.000 dos quais eram "públicos" e abertos a todos os usuários. Após o afluxo de usuários de Hong Kong em 2020, o ex-CEO da MeWe, Mark Weinstein, anunciou que o site forneceria uma versão em chinês tradicional até o final do ano.

### Base de usuários e conteúdo

#### Estados Unidos
Embora o MeWe não tenha se posicionado intencionalmente como uma rede social para conservadores, Mashable observou em novembro de 2020 que sua base de usuários ativa tende a ser conservadora. A escolha da plataforma de não moderar a desinformação na plataforma atraiu conservadores que achavam que as principais redes sociais estavam censurando suas postagens e aqueles que foram banidos dessas plataformas. MeWe é considerada uma plataforma de tecnologia alternativa.
A  fraca moderação do MeWe o tornou popular entre os teóricos da conspiração, incluindo os proponentes da teoria da conspiração de extrema-direita QAnon, que foi banida do Facebook em 2020, e a teoria da conspiração “Stop the Steal” relacionada à eleição presidencial dos Estados Unidos em 2020. De acordo com a Rolling Stone, o MeWe "foi anfitrião de comunidades de interesse geral relacionadas à música e viagens, mas também se tornou um refúgio para anti-vacinas, teóricos da conspiração QAnon e, conforme relatado pelo OneZero, grupos de milícias de extrema-direita." A revista Vice descreveu o MeWe como um "grande fórum anti-vacinas". A BBC News descreveu parte do conteúdo do MeWe como "extremo" e o comparou ao de Gab. O Business Insider informou que alguns dos grupos mais populares no MeWe se concentram em "visões extremas, como retórica anti-vacina, supremacia branca e teorias da conspiração" e que em 2020 a plataforma foi usada para organizar protestos anti-lockdown . Segundo Megan Squire, grupos pertencentes ao movimento Boogaloo começaram a usar a plataforma após sua remoção do Facebook.
Logo após a eleição presidencial dos Estados Unidos em 2020, a MeWe e outras plataformas de tecnologia alternativa experimentaram uma onda de inscrições de apoiadores de Trump, após repressão à desinformação relacionada às eleições e à promoção da violência nas principais redes sociais. Em 11 de novembro, o MeWe foi o segundo aplicativo gratuito mais baixado na App Store da Apple, atrás de sua rede social Parler. No entanto, o Mashable observou que a prática da MeWe de criar contas em nome de usuários e empresas que não eram usuários do site pode ter servido para inflar a quantidade de atividade na plataforma. MeWe e outras redes de tecnologia alternativa novamente aumentaram em popularidade logo após a invasão do Capitólio dos Estados Unidos em 6 de janeiro de 2021, embora isso tenha diminuído logo depois, com downloads caindo mais de 80% de janeiro a fevereiro de 2021.
Em 22 de janeiro de 2021, o CEO da MeWe disse em entrevista à NPR que "o MeWe leva a sério a limitação do que as pessoas podem dizer" e que ele não gosta de sites onde "vale tudo", descrevendo esses sites como "nojentos". Ele também disse que a MeWe contrataria mais funcionários de moderação. Na cobertura, a NPR observou que as regras declaradas da MeWe ainda são "mais frouxas que o Facebook e o Twitter", e que a MeWe ainda não havia banido grupos dedicados ao QAnon.

#### Hong Kong
O MeWe ganhou popularidade em Hong Kong em novembro de 2020, com usuários migrando do Facebook devido a preocupações com possível censura e moderação pró-China. A popularidade do MeWe em Hong Kong foi atribuída à suspeita da cidade de qualquer restrição à liberdade de expressão, depois que o governo chinês impôs restrições significativas à expressão de dissidência após os protestos de 2019-2020, incluindo a lei de segurança nacional de Hong Kong . As comunidades MeWe em Hong Kong geralmente refletem os interesses da vida cotidiana, com consultores de mídia social em Hong Kong relatando que não viram conteúdo extremista nas comunidades que gerenciam.

## Recepção
Em uma revisão de 2015 do serviço beta MeWe, o escritor britânico John Leonard chamou o MeWe de "bem projetado e bastante intuitivo", mas questionou se o modelo de negócios da empresa era viável. Andrew Orr, revisando o site em abril de 2018, sentiu que o serviço era bom, mas que não tinha nenhuma vantagem sobre os sites de mídia social existentes. Isso, ele sentiu, tornaria difícil para a MeWe atrair usuários. No final de 2020, o site também ganhou popularidade em Hong Kong devido a preocupações em torno de uma possível censura pró-China do Facebook. MeWe tem uma abordagem relativamente leve para moderação de conteúdo de acordo com algumas fontes.
Em 2020, o cientista de dados Wong Ho-wa criticou o site por sua então falta de autenticação de multifatores.

## O negócio
Em 1998, o empresário Mark Weinstein e Jonathan Wolfe estabeleceram o SuperGroups.com, um site de mídia social. O site foi fechado por seu maior investidor em 2001. Reunindo basicamente a mesma equipe de liderança, Weinstein incorporou a Sgrouples Inc. em 2011. A MeWe foi incorporada como uma subsidiária da Sgrouples, e sediada em Culver City, Califórnia . Nos seis anos seguintes, a Sgrouples levantou cerca de US$ 10 milhões de investidores, incluindo a fundadora do lynda.com Lynda Weinman, a estilista Rachel Roy e os autores Jack Canfield e Marci Shimoff.
A MeWe terminou sua rodada de financiamento inicial em julho de 2018, levantando US$ 5,2 milhões em novos fundos. A empresa começou a trabalhar na atualização do MeWe e iniciar o trabalho em uma versão corporativa chamada MeWePRO.
A MeWe enfatiza seu compromisso com a privacidade e permanece livre de anúncios. A MeWe disse que nunca usará cookies ou spyware para gerar conteúdo sobre usuários e que não rastreará a atividade do usuário de forma alguma ou venderá dados do usuário a terceiros. O MeWe se descreveu como o "anti-Facebook" devido ao seu foco na privacidade de dados, falta de moderação e algoritmo simples de feed de notícias. MeWe teve 20 milhões de usuários registrados.
O modelo de negócios da MeWe não depende de receita de publicidade; em vez disso, a MeWe gera receita de assinaturas MeWe Premium e de usuários que compram aprimoramentos premium à la carte, como chamadas de voz/vídeo ao vivo, armazenamento extra, emojis personalizados e temas personalizados. Em dezembro de 2019, a MeWe lançou o "MeWe Premium", uma assinatura opcional de US$ 4,99 por mês que oferece aos usuários um pacote de aprimoramentos, incluindo: voz ao vivo / chamadas de vídeo ao vivo; temas personalizados ilimitados; emojis e adesivos personalizados ilimitados; diários em vídeo para histórias; 100 GB de armazenamento em nuvem MeWe; e mais.
Mark Weinstein é o fundador da MeWe e foi seu CEO até abril de 2021. Jeffrey Scott Edell tornou-se o CEO da empresa e foi nomeado presidente em 2022. Os conselheiros da MeWe incluem o cientista da computação Tim Berners-Lee e o cineasta Cullen Hoback .